# جولیانو روبرتو آنتونیلو
جولیانو روبرتو آنتونیلو (به پرتغالی: Juliano Roberto Antonello) هافبک اهل برزیل است که در شهر Passo Fundo و در تاریخ ۱۹ نوامبر ۱۹۷۹ به دنیا آمده‌است.
جولیانو روبرتو آنتونیلو در تیم‌های فوتبال باشگاه ورزشی اینترناسیونال ،Criciúma، Marília، Fluminense، Botafogo و Guarani سابقهٔ حضور دارد.